# 柴田直治
柴田 直治（しばた なおじ、1955年 - ）は、日本のジャーナリスト、元朝日新聞記者。元近畿大学国際学部教授
早稲田大学第一文学部卒。1979年、朝日新聞社入社。徳島支局、神戸支局から大阪社会部員、マニラ支局長（1994年 - 96年）、大阪社会部、東京社会部デスク、論説委員、神戸総局長、外報部長代理を経てアジア総局長（2005年 - 09年）、特別報道センター長、論説副主幹、国際報道部機動特派員を務め、「ザ・コラム」を担当した。2015年12月に定年退社した。 その後、近畿大学国際学部の開学に合わせて教授に就任する。2022年に定年退官し、その後フリーに。https://toyokeizai.net/list/author/%E6%9F%B4%E7%94%B0+%E7%9B%B4%E6%B2%BB
大阪社会部の勤務経験が長く、神戸総局長を経て外報グループに移り、マニラ支局長、アジア総局長を経験している。著書に「ルポ　フィリピンの民主主義」（岩波新書）「バンコク燃ゆ タックシンと『タイ式』民主主義」（めこん）などがある。

## 代表的な記事

### 日比関係記事
2013年8月18日「フィリピンとの戦後 赦しの文化に甘えて良いのか」では、終戦の半年前に妻子を日本兵に殺されながらも、その8年余後に、戦犯日本人の死刑囚や受刑者に恩赦を与え、日本帰国を許したエルピディオ・キリノ大統領（故人）の姪や甥に取材し、「血まみれの2歳の娘の亡きがらを抱える伯父。覚えています。泣いていました」「国内はもちろん家族のなかにも（恩赦への）反対はあった」「それでもカトリックの赦しの文化に従ったのです」との言葉を紹介した。フィリピン国民の約8割が日本を好感するまでになった理由として、歴代フィリピン政権の姿勢、日本政府の援助、民間の支援、日本に出稼ぎにいった女性らの定着と交流などの事情を挙げている。